# 长崎大学商科短期大学部
长崎大学商科短期大学部（日语：／ Nagasaki Daigaku Shōka  Tanki Daigakubu *），简称商短（しょうたん），是過去一所位于日本长崎县长崎市的国立短期大学，於2000年停辦。

## 概要

### 简介
- 国立短期大学之一、短期大学成立于1951年[1]。招収男女学生到1997年、停办于2000年。

### 历史
- 1951年 长崎大学商业短期大学部成立并同时设置商业学科第二部[1]。
- 1977年 商业学科变更为商经学科（分离为经济·法律专攻和经营信息专攻专攻）。
- 1982年 经济·法律专攻改编为经济专攻和经济法学专攻。
- 1984年 改校名为长崎大学商科短期大学部[1]。
- 1997年 招生最后。
- 2000年 停办。以后為长崎大学经济学系第二部[1]。

## 学校环境
- 校区：在了长崎县长崎市

## 历任校长
- 高濑清：第一代短期大学校长[2]
- 池田高良：现在短期大学校长[2]。

## 组织

### 学科
- 商经学科　
  - 经济专攻
  - 经济法学专攻
  - 经营信息专攻

### 专科
| - 没有 |

### 业余课程
| - 没有 |

## 相关链接
- 日本短期大学列表
- 长崎大学
- 长崎大学医疗技术短期大学部：停办于2005年。